# Hec Ramsey
Hec Ramsey ist eine US-amerikanische Westernserie in Spielfilmlänge mit Richard Boone in der Titelrolle als Gesetzeshüter in einer kleinen Stadt in Oklahoma Anfang des 20. Jahrhunderts. Die insgesamt zehn Folgen wurden von 1972 bis 1974 im Rahmen des NBC Mystery Movie abwechselnd mit den Serien Columbo, McCloud und McMillan & Wife ausgestrahlt.

## Handlung
Hector „Hec“ Ramsey ist ein ehemaliger Revolverheld, der auf seine alten Tage ein Interesse an der Forensik entwickelt hat und 1901 die Position des stellvertretenden Polizeichefs in der fiktiven Kleinstadt New Prospect übernimmt. Sein Vorgesetzter, der junge und unerfahrene Oliver Stamp steht ihm zunächst ablehnend gegenüber. Er hält ihn für ein Relikt aus der Zeit des Wilden Westens und fürchtet das dessen Ruf als Revolverheld unnötigen Ärger bedeuten könnte. Ramseys überlegtes Vorgehen und seine fortschrittlichen Methoden wie das Abnehmen von Fingerabdrücken oder ballistische Schussgutachten überzeugen ihn jedoch schließlich. Zu den weiteren Polizeibeamten zählen Constable Arne Tornquist, Constable Watson und Sgt. Juan Mendoza. In fast allen Episoden gibt es einen Auftritt des Arztes Amos B. Coogan.

## Hintergrund
Executive Producer Jack Webb bot Richard Boone die Rolle des Hec Ramsey persönlich an. Im Gegensatz zur Boones vorherigen Westernserie Have Gun – Will Travel war diese Serie deutlich weniger gewalttätig; statt zuerst zu schießen und dann zu fragen, wurde hier kriminalistisch gearbeitet – sehr zum Unmut Boones, von dem zahlreiche Wutausbrüche am Set überliefert sind.
Regie führten unter anderem Harry Morgan, George Marshall, Richard Quine und Andrew V. McLaglen. Gastrollen spielten Steve Forrest, Claude Akins, Stuart Whitman, Robert Foxworth, Kurt Russell, Don Stroud und Richard Jordan; sowie Stella Stevens, Angie Dickinson und Diana Muldaur. Darüber hinaus waren zahlreiche bekannte Westerngesichter in der Serie zu sehen, darunter Robert Fuller, Rory Calhoun, Pat Hingle, Keenan Wynn und Harry Carey Jr.
Die Serie wurde bislang nicht vollständig im deutschen Fernsehen gezeigt.

## Auszeichnungen
- 1973: Bronze Wrangler in der Kategorie Fictional Television Drama